# Szeress most!
A Szeress most! egy magyar szappanopera-vígjáték, az RTL Klub kereskedelmi csatorna saját gyártású sorozata. A történet két fiatalról szól, akik első látásra egymásba szeretnek, ám szerelmük csak sok nehézség árán teljesedhet be.
A filmet a Barátok közt alkotógárdája készítette. Nagy újítás, hogy a sorozatot nagyjátékfilmes technikával készítették.
Érdekesség, hogy a Barátok közt és a Szeress most! szereplői néha találkoznak egymással. Ilyen jelenet például, amikor Alexa Berényi Zsuzsa butikjában vásárol ruhát (49. rész), de Konrád Melinda is feltűnt már a Barátok köztben, szintén a ruhaüzletben. De az is figyelemre méltó, hogy a Gábort alakító Babicsek Bernát is játszott már a Barátok köztben, de akkor egy teljesen más karaktert alakított.
A sorozatot a vasárnapi főműsoridőben vetítették, ez azonban később szombatra módosult. 2013-ban az RTL II-n is megismételték a sorozatot.
Illetve 2018-ban ismételte többször is a Sorozat+ illetve 2020-ban ismét az RTL Kettő.
A sorozat főcímdalát Zsédenyi Adrienn énekli.

## Történet
|  | Alább a cselekmény részletei következnek! |

Húsz évvel ezelőtt Alexa édesapjától, Konrád Jánostól gyerekkori barátja, Pintér Ferenc elszerette élete nagy szerelmét. Ilona és Ferenc összeházasodtak, majd két gyermekük született, Tibor és Olivér. Időközben János is megnősült, és született egy lánya, Konrád Alexa.
János karrierje egyre feljebb ívelt, ráadásul hatalmas vagyont gyűjtött össze, míg Ferenc a sok kudarc elől az alkoholizmusba menekült. Akkora adósságot halmozott fel, hogy még a balatoni éttermüket is be kellett zárniuk.
Egy nyáron úgy alakul, hogy János a Riviéra helyett Tihanyba viszi nyaralni feleségét, Melindát, valamint Alexát. Gábor, Alexa vőlegénye is velük tart. Egy este Tibor és Alexa újból találkoznak, és szinte vibrál körülöttük a levegő. Tibor halálosan beleszeret a lányba, aki azonban – noha egy este elcsattan közöttük egy csók – rendre kikosarazza, mivel ő Gábor barátnője. Tibor ennek ellenére megpróbál Alexa közelébe férkőzni, ám nincs könnyű dolga, mivel Gábor mindent megtesz, hogy távol tartsa őt barátnőjétől, ráadásul Melinda sem támogatja ezt a kapcsolatot. Aztán feltűnik a színen Szalai Emese is, aki őrült szerelemre lobban Tibor iránt, és nem hajlandó lemondani róla.
Ilona és János még mindig éreznek valamit egymás iránt, ám kénytelenek elfojtani az érzelmeiket, hisz mindkettőjüknek családja van. Nem is sejtik, hogy házastársaik korántsem olyan hűségesek, mint gondolják. Melindának, János feleségének viszonya van egy özvegy plasztikai sebésszel, Erikkel, Ferencnek pedig még hét évvel ezelőtt volt egy futó viszonya a család egyik barátjával, Pirivel, ráadásul a nőnek még gyermeke is született a férfitől.
A történet fontos szereplője Péterfy Anna is, Erik lánya. Annát nagyon megviselte édesanyja halála, és Eriket hibáztatja a tragédiáért. Az apa mindent megtesz, hogy kibéküljön a lányával, aki azonban csak a kedves házvezetőnővel, Bori nénivel találja meg a közös hangot. A lány kezdetben csak kihasználja édesapja bűnbánatát. Nyáron, amikor Erik úgy dönt, hogy a Balatonhoz mennek nyaralni – mert Melinda és családja is ott vakációzik – csak azzal a feltétellel megy bele a dologba, ha kaphat egy autót. Meg is kapja, ám ez semmit sem segít a helyzeten. Anna a Balatonnál megismerkedik Pető Lőrinccel, és járni kezdenek.
A sorozat egyik konfliktusokat előidéző karaktere Balla Iván, aki illegálisan behozott árukkal seftel. Ehhez azonban szükség van olyan jó hírnevű cégekre, amelyek neve alatt behozhatja az árukat. Cinkosa Molnár Gábor, Alexa vőlegénye, aki megpróbálja rávenni Jánost, hogy dolgozzon együtt Ivánnal. János nehezen, de beleegyezik a dologba, mivel lenyomoztatta a férfit, és nem találtak semmi gyanúsat. Később mégis gyanakodni kezd, ezért ráállítja Gáborra Lőrincet, hogy kiderítse, miben sántikál a két férfi.
Iván megismerkedik Pirivel, és szerelem alakul ki közöttük. Iván nehéz helyzetbe kerül, hisz Pirit csak akkor tarthatja meg, ha felhagy a sötét ügyletekkel, noha ez egyáltalán nem egyszerű. Ennek ellenére megígéri a nőnek, hogy lezárja a múltat, de ehhez egy kis időre van szüksége. Piri hisz neki. a nőnek is van titkolnivalója előtte, ennek a titoknak a neve pedig: Márk. Hosszú ideig őrlődik, hogy bevallja-e a férfinak a dolgot, aki már szeretne összeismerkedni a nő családjával. Egy véletlen folytán mégis Iván tudomására jut a dolog, akinek azonban nincs ellenére a kisfiú, sőt, össze is barátkozik vele.
Emese, a nővérlány Pestre költözik, az imádott Tibor közelébe, akivel még nyáron ismerkedett meg. Feltett szándéka, hogy magába bolondítja a fiút. Úgy gondolja, ha úgy néz ki, és úgy viselkedik, mint Alexa, akibe Tibor halálosan szerelmes, talán sikereket érhet el. Ezért ugyanolyan frizurát és ruhát hord, valamint ugyanazt a parfümöt használja, mint Alexa. Ráadásul megpróbál összebarátkozni Alexával is, hogy még könnyebb dolga legyen. Be is költözik hozzájuk, mondván, hogy kirúgták a nővérszállóból. Kezdetben még Melinda is a segítségére van, akinek jól jönne, ha Tibor végre leszállna Alexáról. Később azonban Emese jelenléte igen kellemetlen, mert a lány rájön, hogy Melindának titkos viszonya van egy másik férfival.

## Szereplők
Konrád Alexa (Csótó Klára)János és Melinda 19 éves lánya. Természetes, mosolygós szépség, aki azonban nem csak mutatós, de okos és érzékeny is. Fejlett az igazságérzete, és nem ijed meg a kemény munkától, ha céljai eléréséhez erre van szükség. Az Állatorvostudományi Egyetemen tanul. Gábort Melinda szemelte ki Alexa számára, mint tökéletes partnert, és úgy intézte, hogy a fiatalok egy társasági összejövetelen megismerkedjenek egymással. Alexa sokáig nem tudja eldönteni, hogy melyik fiú jelenti számára a Nagy Ő-t, de a történet végén rájön, hogy Tibor számára az igazi.
Konrád János (Harmath Imre)Konrád János 42 éves férfi, egy jól menő export-import vállalkozás tulajdonosa. Szorgalmával és igyekezetével János kivívta üzleti partnerei és alkalmazottai tiszteletét. Száz százalékig a maga által kitűzött célnak szenteli magát, ám értékrendjében a család áll a legelső helyen. A boldogságnak számára nem kizárólag a pénz a záloga. Imádja a természetet, szeret focizni vagy sörözni a barátaival. Feleségével való kapcsolatát felemésztette a húsz év, és újra szerelemre lobban régi szerelmével, Ilonával.
Konrád Melinda (Nagy Enikő)A 40 éves Melinda János felesége, Alexa édesanyja. Erős akaratú, manipulatív és uralkodó természetű nő: barátaihoz lojális, ellenségeivel kíméletlen. Mindent elkövet, hogy megszerezze magának, amit akar, és hogy megvédje maga és a családja biztonságát. Bár titokban viszonya van Péterfy Erikkel, úgy érzi, képtelen volna otthagyni a házassága által garantált jólétet és biztonságot, sőt, ahogy öregszik, egyre jobban ragaszkodik Jánoshoz. Végül mégis úgy dönt, hogy elhagyja férjét és új életet kezd Erikkel.
Pintér Tibor (Török Tivadar)Tibor 21 éves, jóképű, mosolygós fiatalember. Anyjához hasonlóan őszinte, megbízható, és szorgalmas. Szívélyes, jóindulatú természetéért sokan szeretik, rengeteg barátja van. Nyugodt könnyedséggel áll hozzá a felmerülő problémákhoz, ugyanakkor magabiztos és kiegyensúlyozott. Egészséges lelkű ember, akinek nincs szüksége anyagi javakra, például drága kocsikra ahhoz, hogy meg legyen elégedve magával. Tibor biológusnak készül, ám egy időre felfüggeszti tanulmányait, hogy megmentse a családot a teljes csődtől. Első pillantásra beleszeret Konrád Alexába, akivel a hosszú út után végül mégis sikerül összeházasodniuk.
Pintér Ilona (Román Judit)A 41 éves Ilona Pintér Ferenc felesége, Tibor és Olivér szerető édesanyja. Ilona őszinte, hűséges és szorgalmas nő, aki zokszó nélkül viseli el a problémákat, amelyekkel szembesülnie kell. De miután együtt él a férjével, akit már régen nem szeret, és állandóan anyagi nehézségek keserítik az életét, Ilona az idők során elveszítette korábbi jó humorát. Nagyon jó anya, feltétel nélkül szereti mind a két fiát. A családi élet mindennél fontosabb számára, ezért vissza is utasítja régi szerelme, János közeledését.
Pintér Ferenc (Kárpáti Levente)Pintér Ferenc 42 éves férfi, Ilona férje. Ferenc mindig is nagylelkű és laza ember volt, talán azért, mert mindent készen, tálcán kapott az életben. Fénykorában az emberek keresték a társaságát, a rendszerváltás után azonban, néhány rossz üzleti döntést követően mindez drámaian megváltozott: megkeseredett ember lett, és depresszióssá vált. Az évek során gyermekkori barátjával, Konrád Jánossal is megszakadt a kapcsolata. A kudarc előhozta valódi természetét; kiderült, hogy eredendően lusta és gyenge ember. Hogy enyhítse saját sikertelensége miatt érzett bánatát, inni kezdett, ami fokozatosan elidegenítette a feleségét és gyermekeit. Hét évvel ezelőtt, pedig futó kalandba keveredett Pirivel, a családjuk barátjával, akitől megszületett harmadik fia Márk.
Pintér Olivér (Csépai Gábor)Olivér Ferenc és Ilona 19 éves fia. Erős fizikuma van, és sejthető, hogy nagyon jóképű férfi lesz belőle. Optimistán szemléli a világot, és meglátja a jót az emberekben. Szülei kicsit elkényeztették, ám a katonaság sokat segített Olinak a felnőtté válásban. Nemsokára leszerel, de még nem tudja, mihez kezd azután, ezért gyakran belekeveredett zűrös ügyekbe.
Molnár Gábor (Babicsek Bernát)Gábor 23 éves, magas, izmos, jóképű fiatalember, arcán magabiztos mosollyal. Energikus, öntudatos modorával, szellemes humorával gyorsan megnyeri az embereket, valójában azonban sekélyes és felszínes jellem. Imád bulizni, szereti magára vonni a társaság figyelmét, és ez általában sikerül is neki. Menő életvitelét kétes ügyletei révén tudja csak fenntartani. Mindenki, még élete nagy szerelme, Konrád Alexa elől is titkolja származását. A történet végén úgy bűnhődik meg tetteiért, hogy végleg elveszíti a lányt.
Balla Iván (Tóth Roland)Iván 28 éves fiatalember, egyre felívelő bűnözői karrierrel. Ő Molnár Gábor kapcsolata az alvilághoz. Úgy érzi, céljait csak akkor érheti el, ha nem a becsületes utat választja. A pénz és a hatalom a mindene: bárkit feláldozna személyes érdekeiért. Titokzatos figura, akiről még szülei sem tudják, mivel foglalkozik valójában. Kiderül ugyan, hogy neki is vannak érzései, mert szerelmes lesz Tatai Piroskába.
Péterfy Erik (Molnár Csaba)Erik 45 éves plasztikai sebész. Özvegy, egy lánya van, Anna. Intelligens, magabiztos és nagyon sikeres orvos. Kedves, közvetlen ember, akinek sok barátja van. Szereti a társaságot; gyakran tűnik fel drága éttermekben, az Operában és a jelentősebb társadalmi eseményen. Az egészséges életmód feltétlen híve: gondosan megválogatja, mit eszik meg, és rendszeresen sportol.Bár Erik imádja a lányát, és mindent megtesz, hogy a kedvébe járjon, Anna képtelen elfogadni apját. Eriknek szenvedélyes, de titkos viszonya van Konrád Melindával.
Péterfy Anna (Kiss Heléna)Anna Erik 18 éves lánya negyedikes gimnazista. Vagány és lázadó típus. Úgy érzi, számára Lőrinc az igazi, akivel többször is újrakezdik kapcsolatukat.
Hárs Borbála, Bori (Széles Anna)Borbála a Péterfy család 63 éves házvezetőnője Budapesten és a Balatonnál. Olyan, mint egy tipikus modern nagymama: egyenes háttal jár, és soha nem fogy ki az energiából. Mint a család régi barátja, ő vigasztalta Eriket és Annát a lány anyjának halála után. Anna és Erik tisztelik, és maximálisan megbíznak benne. Bár a család ügyeibe nem szól bele, mindig megtalálja a módját, hogy elsimítsa a konfliktusokat. Önálló, bölcs asszony, aki érvei alátámasztására szívesen idéz közmondásokat.
Szalay Emese (Szűcs Kata)Emese 21 éves segédápolónő. Megszokta, hogy mindent meg tud szerezni magának, amit csak akar, és nem rejti véka alá kívánságát, ha valamire szemet vetett. Minden rendelkezésére álló eszközt kihasznál céljai elérése érdekében, különösen ragyogó külsejét. Jaj annak, aki keresztezni próbálja az útját, mert akkor a látszólag barátságos lány kimutatja ám a foga fehérjét! Pintér Tibort szemelte ki és nem válogat az eszközökből, hogy megszerezze.
Tatai Piroska (Dion Marianna)Piroska 29 éves, Bár nagyon okos és intelligens, nem tanult tovább egyetemen. A vendéglátó-ipari középiskola elvégzése után Budapestre költözött Dél-Magyarországi falujából, és állást vállalt, hogy el tudja tartani magát és támogathassa a szüleit. Csinos arcát és érzéki természetét a férfiak nagyon kívánatosnak tartják. Amikor azonban közelebbről megismerik, rájönnek, hogy Piroskának ugyancsak felvágták a nyelvét. Nyaranként Piroska otthagyja városi állását, és Pintér Ferenc éttermét vezeti a Balatonnál.
Pető Lőrinc (Müller Attila)Lőrinc 21 éves, akiért bomlanak a lányok. Lőrinc őszinte, szókimondó típusú ember, aki ugyanakkor megbízható és szavahihető is. Szeret bulizni és a barátaival együtt lenni, de a komoly dolgok is érdeklik. Odafigyel a barátaira, és mindig felajánlja segítségét, ha megkérik rá. Budapesten autószerelőként dolgozik, de kiválóan ért a hajókhoz is. A vitorlázás kapcsán ismerte meg legjobb barátját, Pintér Tibort, sok évvel ezelőtt. Nagy szerelme Anna, a történet végén rájön, hogy mégse tud meglenni a lány nélkül.
Czakó Imre (Ullmann Ottó)Czakó az alvilág kulcsfigurája. Iskolázatlansága ellenére igen intelligens ember. Régóta kapcsolatban áll a maffiával: szervezett bűnözőként piszkos ügyletek kötődnek a nevéhez. Balla Iván üzlettársa.
Horváth Katalin (Rátonyi Hajni)Konrád János személyi asszisztense remek munkaerő, akivel főnöke roppant mód meg van elégedve. Három éve dolgozik Jánosnál, ez idő alatt pedig nélkülözhetetlenné vált a Konrád cégnél, hiszen olykor magánjellegű feladatokat is elvégez.
Kocsis Bence (Tóth Zoltán)Bori néni unokaöccse, Bence 21 év körüli fiatalember, aki Anna gyermekkori játszótársa volt. A Balatonnál él, és dolgozik, de gyakran utazik Budapestre, ahol rendszeresen meglátogatja nagynénjét. Szülei és Bori néni is úgy hiszik, hogy valóságos mintagyermek, hiszen segítőkész és udvarias. Nem is sejtik, hogy amikor Budapesten felbukkan, drogokat árul különböző partikon. Valahányszor felbukkan mindig galibát okoz.
Molnár Bálint (Szerémi Zoltán)Gábor és Károly édesapja. Vidéken él feleségével, Eszterrel. Szkeptikus, mogorva ember, aki mindig a legrosszabbra számít. Harminc éven át az acéliparban dolgozott kétkezi munkásként, most viszont munkanélküli. Helyzetét reménytelennek tartja, durva viselkedésével megnehezíti szerettei életét is.
Liszkai Viktória (Bizek Szilvia)Huszonhat éves művészettörténész, Melinda régiségboltjában dolgozik. Csinos lány, aki igyekszik mindig ragyogóan kinézni. Kellemes embernek látszik, valójában azonban kétszínű sznob. Bár művelt és olvasott nő, mindene a pénz és a hatalom. Mivel egyikkel sem rendelkezik, azzal kárpótolja magát, hogy lenézi a sikeres és gazdag embereket. Viktória mindig is tekintélyes munkát és saját vállalkozást szeretett volna, most bosszantja, hogy egy olyan tudatlan és gazdag teremtésnek kell dolgoznia, mint Melinda. Látszólag jóban van munkaadójával és értékeli befolyásos barátait, valójában azonban minden alkalmat megragad, hogy átverje Melindát. Viszonya volt Ivánnal, de átverte a férfit és így életével fizetett.
Molnár Irma (Igó Éva)Molnár Gábor édesanyja, Irma takarítónőként dolgozik egy nagyvállalatnál. Bár boldogtalan házasságban él, mégis urával marad, hiszen már hozzászokott férje rigolyáihoz. Büszke fiára, Gáborra, aki sikeres életet mondhat magának, másik fia, Karcsi miatt viszont lelkiismeret-furdalás gyötri. Úgy érzi, nem sikerült megadni neki mindent, amit szeretett volna.
Molnár Károly (Ujj Péter)Karcsi, Gábor öccse, Down-kórban szenved. Nagyon kedves, szeretetreméltó fiú, aki intézetben él, és a legnagyobb örömet az szerzi neki, amikor Gábor meglátogatja. Amikor hosszú időn keresztül nem látja bátyját, rosszkedvű lesz, de erre ritkán kerül sor, mert Gábor nagyon gyakran elmegy hozzá, mivel rajong öccséért. Kötődni kezd Alexához, ami sok kínos pillanatot okoz Alexa és Gábor között.
Pető Sándor (Bodrogi Gyula)Pető Sándor hatvanas, kedélyes öregúr. Pető Lőrinc nagypapája. Általában öltönyben és kalapban jár, elegánsan öltözik. Öt éve halt meg a felesége. Vidéken él egy lakásban, de néha feljön Pestre, hogy meglepje az unokáját. Van egy papagája, akit Gyurikának hívnak. Meg akarja tanítani beszélni, és rengeteg időt tölt a tanítgatásával. Egyelőre azonban sikertelennek bizonyult az oktatás. Bori nénivel randevúzgat, de egy szörnyű félreértés szétválasztja őket, és ezután Marikának csapja a szelet.
Tatai Márk (Czető Ádám)Tatai Márk, Piri hétéves fia, vidéken nevelkedett anyai nagyszüleinél. Édesanyja, miután letelepedett Budapesten, úgy dönt, magához veszi gyermekét. A kisfiú számára nagy változást jelent az élet a fővárosban, de hamar hozzászokik az új lehetőségekhez. Kis ideig pótapja is akad, Iván személyében. Időközben kiderül, hogy édesapja Pintér Ferenc.
Szigeti Marika (Voith Ági)Marika Bori néni régi barátnője, aki rendszeresen fürdőbe jár. Kezdetben a doktor tanácsára mártózott meg a gyógyvízben, de az évek során élete részévé vált az ücsörgés a meleg vízben. Marika örömmel mesél Bori néninek Gergő nevű unokájáról, aki most tanul beszélni.

### Mellékszereplők
- Emmeer Rita (Jenei Judit) : Piri unokatestvére. Futó kalandba keveredik Tibivel.
- Tóth István: Edit férje.
- Tóth Edit: István felesége. Tibor és Alexa segített neki a szülésben.
- Kozma Zsolt: Bence barátja.
- Kántor Ödön: János magánnyomozója.
- Simon Barna: Olivér katonatársa.
- Stefi néni: Szegény, elözvegyült ötven év feletti hölgy.
- Faragó Árpád (Maros Ákos) : Kétes eredetű üzletekből lett milliomos.
- Zámbó Péter: A Konrád család ellen elkövetett merényletek ügyében nyomoz.
- Csillag Zoltán (Keresztes Attila): pincér

## Epizódok
| Évad | Évad | Epizódok | Eredeti sugárzás    | Eredeti sugárzás  | Eredeti adó |
| Évad | Évad | Epizódok | Évadpremier         | Évadfinálé        | Eredeti adó |
| ---- | ---- | -------- | ------------------- | ----------------- | ----------- |
|      | 1    | 22       | 2003. október 19.   | 2004. március 21. |             |
|      | 2    | 55       | 2004. július 26.    | 2005. május 28.   |             |
|      | 3    | 22       | 2005. augusztus 20. | 2006. február 4.  |             |

## Érdekességek
- Alexa alakítója, Csótó Klára pedagógus végzettséget szerzett, és akkor értesült a szereplőválogatásról, amikor épp munkát keresett. Azelőtt modellként is dolgozott.
- A Péterfy Annát megformáló Kiss Heléna a szappanopera befejezése után saját ruhaboltot nyitott.
- Néhány Szeress most! karakter a Barátok köztös Berényi Zsuzsa butikjában vásárolt.
- A Gábort alakító Babicsek Bernát – évekkel a Szeress most! indulása előtt – játszott a Barátok köztben is.
- Babicsek Bernát 2010-ben újra feltűnt a Barátok közt-ben, Bencsik Márkot alakította.
- A Melindát alakító Nagy Enikő 2012-ben feltűnt a Barátok köztben, ahol egy üzletasszonyt, Horváth Katit, Berényi András volt évfolyamtársát alakította.
- A Ferencet alakító Kárpáti Levente 2009-2011-ig kisebb-nagyobb szünetekkel játszott a Barátok közt-ben, ahol Holman Valtert alakította.
- A Konrád Jánost megformáló Harmath Imre felesége, Vándor Éva a konkurens TV2 napi szappanoperájának, a Jóban Rosszbannak Nemes Lenkéjét játszotta.
- Harmath Imre 2009-ben a Jóban Rosszban c. napi szappanoperában is szerepelt néhány epizódban.
- A Pintér Ilonát megformáló Román Judit férje, Sághy Tamás a konkurens TV2 napi szappanoperájának, a Jóban Rosszbannak Vidovszky Nándorát játssza.
- A Balla Ivánt alakító Tóth Roland 2008 decemberétől a Jóban Rosszban Bodolai András karakterét formálja meg.
- A Szigeti Marikát alakító Voith Ági a valóságban a Pető Sándort alakító Bodrogi Gyula felesége.
- Az RTL II illetve a Sorozat+ ismeretlen okok miatt kihagyta a 23, 24, 25, 26, 27, 28, 29, 30, 31 valamint a 32. rész-t, amit a 2007-es ismétlés óta azóta sem adtak le. A sorozatot az RTL II-n és a Sorozat+-on a 22. rész után a 33. résszel folytatták.
- Nagy Enikő 2017-ben az Oltári csajokban is felbukkant ahol Herczeg Lilit alakította.
- A Janit  alakító Harmath Imre és a Ferit játszó Kárpáti Levente a Drága örökösökben is szerepeltek. Előbbi Szappanosné Kántor Valéria főnökét alakította.
- Harmath Imre 2020-ban feltűnt a Barátok köztben Ray Jacksonként.

## Külső hivatkozások
- Szeress most! a PORT.hu-n (magyarul)
- Szeress most! az Internet Movie Database-ben (angolul)
- Szeress most! a Box Office Mojón (angolul)
- Szeress most!.lap.hu - linkgyűjtemény